# Востсибуголь
«Востсибуголь» (с апреля 2025 — «Эн+ Уголь») — российская угольная компания, основной производитель и поставщик энергетического угля в Иркутской области. В состав компании входят угольные разрезы на территории Иркутской области, Республики Тыва, Красноярского и Забайкальского краёв, ремонтные заводы и обогатительная фабрика. Штаб-квартира — в Иркутске.

## История
Приказом Наркомата угольной промышленности СССР № 280 от 24 мая 1945 года было создано региональное угледобывающее предприятие союзного значения - комбинат «Востсибуголь».
В 1993 году в результате преобразования государственного предприятия ПО «Востсибуголь» было создано ОАО «Востсибуголь», которое в 2001 году перешло под контроль ОАО «СУЭК» одновременно с процессом перевода основных активов на новую созданную компанию ООО «Компания «Востсибуголь». В апреле 2008 года холдинг Эн+ выкупает компанию у ОАО «СУЭК» для последующей перепродажи в октябре 2009 года ОАО «Иркутскэнерго». Сделка оценивается в 11 млрд. рублей.

## Собственность и руководство
Участниками ООО «Компания «Востсибуголь» являются ООО «Байкальская энергетическая компания» (98,65% в уставном капитале) и ООО «Байкалинвестэнерго» (1,35% в уставном капитале).
Конечным акционером/участником ООО «Компания «Востсибуголь», который косвенно (через третьих лиц) имеет преобладающее участие в уставном капитале Общества, является Международная компания публичное акционерное общество «ЭН+ ГРУП» (МКПАО «ЭН+ ГРУП»).
Лицом, которое имеет право прямо или косвенно распоряжаться 35 процентами общего количества голосов, приходящихся на голосующие акции МКПАО «ЭН+ ГРУП», является Дерипаска Олег Владимирович.
ООО «Компания «Востсибуголь» входит в угольный дивизион холдинга «ЭН+».
Генеральный директор — Сергей Иванов (с мая 2024 года). Ранее компанию возглавлял Евгений Мастернак (с августа 2012 года).

## Структура
Компания ведет добычу угля открытым способом в четырех регионах России. В Иркутской области на Черемховском, Головинском, Вознесенском, Ныгдинском, Мугунском, Азейском, Вереинском разрезах. В Красноярском крае на Ирбейском разрезе. В Республике Тыва уголь добывается на Каахемском и Чаданском разрезах. В Забайкалье компания ведет добычу на Зашуланском разрезе. Обогащение угля осуществляется на Касьяновской обогатительной фабрике в г. Черемхово. Реализация угля, в том числе на экспорт, производится через ООО «Востсибуглесбыт» (с октября 2024 года принадлежит ООО «Компания «Востсибуголь» ).

### Касьяновская обогатительная фабрика
Касьяновская обогатительная фабрика является единственной обогатительной фабрикой в Иркутской области, построена по проекту института «Сибгипрошахт», принята в эксплуатацию в мае 1979 года. Фабрика производит высококачественный угольный концентрат из угля Черемховского каменноугольного месторождения с проектной производительностью в 4100 тыс.тонн/год. Обогащение угля производится до 0,2 мм.

## Деятельность
Компания осуществляет добычу бурого и каменного угля марки 2БР, 3БР, ДР, ССР, ГЖ. Касьяновская обогатительная фабрика выпускает угли марок ДСШ, ДОМСШ, ДКОМ. Большая часть добываемого угля поставляется на ТЭЦ и котельные ООО «Байкальская энергетическая компания», компания покрывает 97 % потребностей энергетиков. «Востсибуголь» покрывает 97 % потребностей энергетиков.
Компания также поставляет уголь на восточно-сибирские электростанции и ТГК-14.
В 2024 году добыто 17,3 млн тонн угля, объём поставок — 17,4 млн тонн. Из них 14,3 млн тонн отправлено на станции «Байкальской энергетической компании» (входит в En+), обслуживающей Иркутскую агломерацию, 1,3 млн тонн — на экспорт, 1,8 млн тонн — другим потребителям внутри России.

## Финансовые показатели
По итогам 2024 года компания получила чистую прибыль по РСБУ в размере 579,5 млн рублей, что на 32% меньше, чем в 2023 году. Снижение прибыли компания объясняла ростом себестоимости на 25,3%. Общая выручка добывающей компании за год увеличилась на 22,4% и составила 24,2 млрд рублей. Прибыль до налогообложения составила 802,9 млн рублей (-24%). За год компания выплатила налог на прибыль в размере 217,1 млн рублей (+7%).